# Fiat Tipo (2015)
Fiat Tipo este un autoturism comercializat de producătorul italian de automobile Fiat din 2015. Este disponibil ca un hatchback, break și berlină.
Acesta a primit un facelift în 2020.